# Рошер, Вильгельм Генрих
Вильгельм Генрих Рошер (нем. Wilhelm Heinrich Roscher; 12 февраля 1845, Гёттинген — 9 марта 1923, Дрезден) — немецкий филолог и археолог.

## Биография
Вильгельм Генрих Рошер родился в 1845 году в Германии, в городе Гёттинген. Три года спустя его семья переехала в Лейпциг. Его отец Вильгельм Георг Фридрих Рошер — известный немецкий экономист, профессор, представитель исторической школы в политэкономии.
Докторскую степень получил в Лейпциге, в 1864 году. В Лейпцигском университете Рошер подружился с Эрвином Роде и Фридрихом Ницше. Вместе с ними основал при университете клуб филологии.
В 1876 году он женился на Эвелин Коллер. У них было трое детей.
В 1891 году стал членом Саксонской академии наук. Афинский университет также присвоил ему почетную докторскую степень.
Вильгельм Генрих Рошер скончался 9 марта 1923 года в городе Дрездене.